# NO Aurigae
NO Aurigae är en ensam stjärna i södra delen av stjärnbilden Kusken. Den har en genomsnittlig skenbar magnitud av ca 6,21 och är mycket svagt synlig för blotta ögat där ljusföroreningar ej förekommer. Baserat på parallax enligt Gaia Data Release 3 på ca 0,92 mas, beräknas den befinna sig på ett avstånd på ca 3 500 ljusår (ca 1 100 parsek) från solen. Den rör sig bort från solen med en heliocentrisk radialhastighet på ca 7 km/s.

## Egenskaper
NO Aurigae är en röd till orange superjättestjärna av spektralklass M2S Iab, en MS-stjärna, mellan spektraltyp M och S. Dessa är typiskt asymptotiska jättegrenstjärnor som kan uppträda med superjättespektra på grund av dess stora storlek och låga massa. Möjlig upptäckt av teknetium i spektrumet är ett symptom på den tredje muddringen som bara inträffar i sena AGB-stjärnor. Den har en massa som är ca 5 solmassor, en radie som är ca 269 solradier och har ca 9 000 gånger solens utstrålning av energi från dess fotosfär vid en effektiv temperatur av ca 3 400 K.
De flesta studier av NO Aurigae behandlar den som en superjätte i stjärnföreningen Auriga OB1 på ett avstånd av cirka 1,4 kpc. På grundval av detta skulle den ha en luminositet runt 67 000 gånger solens och en radie runt 630 solradier.

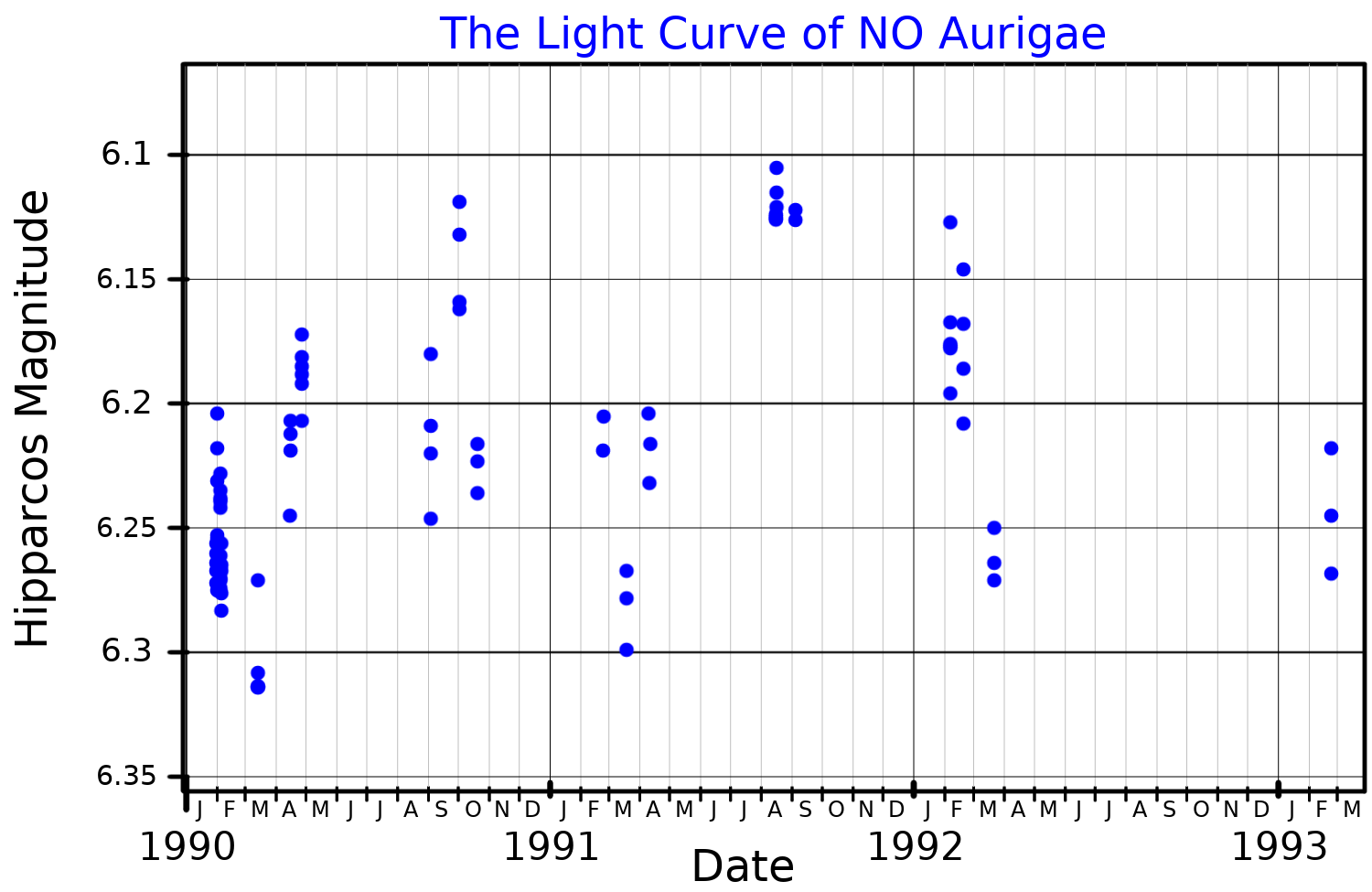
Ljuskurva för NO Aurigae, plottad från Hipparcosdata,

NO Aurigae är listad i General Catalogue of Variable Stars som en långsam irreguljär variabel, vilket anger att ingen regelbundenhet kunde hittas i ljusstyrkans variationer. Andra studier har föreslagit möjliga perioder på 102,1, 173 och 226 dygn, och skulle klassificera den som en halvregelbunden variabel stjärna. Det maximala visuella magnitudområdet är 6,05–6,50.